# Liminka
Liminka este o comună din Finlanda.

## Personalități născute aici
- Yrjö Wichmann (1868-1932), filolog